# Harm de Boer
Harm de Boer (Warga, 30 juni 1887 - Leeuwarden, 20 mei 1941) was een Fries onderwijzer, propagandist en politicus voor de Sociaal-Democratische Arbeiderspartij (SDAP).
Harm de Boer werd geboren in Warga (Idaarderadeel) als zoon van de veehouder en regionaal politicus Tiemen Martens de Boer en zijn vrouw Durkje Wytsma. Na het afronden van de Kweekschool werd hij onderwijzer in Pingjum (tot 1907) en Leeuwarden (1907 - 1918). In 1910 trouwde hij te Stiens met Emkje Looijenga, met wie hij twee dochters zou krijgen.
Hij was al enige tijd actief binnen de regionale afdelingen van de SDAP (Leeuwarden en Friesland), waar hij in 1913 een belangrijke rol speelde bij de verkiezingscampagne van de SDAP in Leeuwarden, en een groot aandeel had bij de verkiezingswinst van Jelle Troelstra. In 1918 maakte hij de overstap van onderwijzer naar bezoldigd secretaris van de SDAP in het gewest Friesland, wat hij tot 1936 zou blijven. Hij werd ook gemeenteraadslid voor de partij in Leeuwarden (1918 - 1931) en lid van de Provinciale Staten (1923 tot zijn overlijden). In 1925 werd hij wethouder van onderwijs te Leeuwarden.
In 1930 kwam De Boer tussentijds in de Tweede Kamer (en legde hij ook het wethouderschap neer), tegen de zin van het partijbestuur dat een voorkeur had voor Koos Vorrink. In de Kamer hield hij zich onder meer bezig met binnenschippers, landbouw, nijverheid en het Fries. In 1930 interpelleerde hij minister Paul Reymer over de noodtoestand in de binnenschipperij. In 1933 werd hij weliswaar door de gewestelijke vergadering op de eerste plaats van de Friese kandidatenlijst geplaatst, maar het partijbestuur zette hem op de tweede plaats achter Piet Hiemstra. Hij werd vervolgens ook niet herkozen. Hij was daarna vanaf 1936 propagandist van de SDAP en van 1939 tot zijn overlijden nog wel gemeenteraadslid in Leeuwarden.
Naast zijn politieke loopbaan was hij ook enige tijd voorzitter van de Leeuwarder afdeling van de Bond van Nederlandsche Onderwijzers, bestuurslid van de Nederlandsche Vereeniging tot afschaffing van alcoholhoudende dranken, redacteur van het Friesch Volksblad (1923-1924), bestuurslid van de Bond van Arbeiderswoningbouw-vereenigingen en de voorzitter van de commissie voor georganiseerd overleg in Leeuwarden.